# Сент-Албанс
Сент-Албанс (англ. St. Alban's) — містечко в Канаді, у провінції Ньюфаундленд і Лабрадор.

## Населення
За даними перепису 2016 року, містечко нараховувало 1186 осіб, показавши скорочення на 3,8%, порівняно з 2011-м роком. Середня густина населення становила 56,9 осіб/км².
З офіційних мов обидвома одночасно володіли 15 жителів, тільки англійською — 1 170.
Працездатне населення становило 53,1% усього населення, рівень безробіття — 18% (24,6% серед чоловіків та 11,1% серед жінок). 95,5% осіб були найманими працівниками, а 2,7% — самозайнятими.
Середній дохід на особу становив $37 275 (медіана $24 896), при цьому для чоловіків — $49 968, а для жінок $23 182 (медіани — $35 264 та $19 168 відповідно).
21,2% мешканців мали закінчену шкільну освіту, не мали закінченої шкільної освіти — 37%, 41,8% мали післяшкільну освіту, з яких 10,3% мали диплом бакалавра, або вищий.
| Статево-вікова структура населення | Статево-вікова структура населення | Статево-вікова структура населення | Статево-вікова структура населення | Статево-вікова структура населення |
| ---------------------------------- | ---------------------------------- | ---------------------------------- | ---------------------------------- | ---------------------------------- |
|                                    |                                    |                                    |                                    |                                    |
| Всього                             | Всього                             | 49,6%50,4%                         |                                    |                                    |
| 0 — 14 років                       | 0 — 14 років                       |                                    | 12,6%                              | 12,6%                              |
| 15 — 64 років                      | 15 — 64 років                      |                                    | 64,7%                              | 64,7%                              |
| 65 і більше                        | 65 і більше                        |                                    | 22,7%                              | 22,7%                              |
| 85 і більше                        | 85 і більше                        |                                    | 1,7%                               | 1,7%                               |
| Середній вік (років)               | Середній вік (років)               | 48,147,2                           | 47,6                               | 47,6                               |
| Медіана (років)                    | Медіана (років)                    | 52,652,0                           | 52,3                               | 52,3                               |
| — чоловіки — жінки                 |                                    |                                    |                                    |                                    |

| Походження мешканців:     | Походження мешканців:     | Походження мешканців: | Походження мешканців: | Походження мешканців: |
| ------------------------- | ------------------------- | --------------------- | --------------------- | --------------------- |
| Походження                |                           |                       | осіб                  | %                     |
| Корінні американці        | Корінні американці        |                       | 210                   | 17.65%                |
| Інше північноамериканське | Інше північноамериканське |                       | 800                   | 67.23%                |
| Європейське               | Європейське               |                       | 390                   | 32.77%                |
| британське                | британське                |                       | 385                   | 32.35%                |
| французьке                | французьке                |                       | 20                    | 1.68%                 |

| Зайнятість населення за галузями (за класифікацією NOC): | Зайнятість населення за галузями (за класифікацією NOC): | Зайнятість населення за галузями (за класифікацією NOC): | Зайнятість населення за галузями (за класифікацією NOC): | Зайнятість населення за галузями (за класифікацією NOC): |
| -------------------------------------------------------- | -------------------------------------------------------- | -------------------------------------------------------- | -------------------------------------------------------- | -------------------------------------------------------- |
|                                                          |                                                          |                                                          |                                                          |                                                          |
| Управління                                               | Управління                                               |                                                          | 9,2%                                                     | 9,2%                                                     |
| Бізнес, фінанси та адміністрування                       | Бізнес, фінанси та адміністрування                       |                                                          | 8,3%                                                     | 8,3%                                                     |
| Природничі та прикладні науки                            | Природничі та прикладні науки                            |                                                          | 3,7%                                                     | 3,7%                                                     |
| Охорона здоров'я                                         | Охорона здоров'я                                         |                                                          | 6,4%                                                     | 6,4%                                                     |
| Освіта, правозахист, муніципальні та урядові служби      | Освіта, правозахист, муніципальні та урядові служби      |                                                          | 11,9%                                                    | 11,9%                                                    |
| Роздрібна торгівля та послуги                            | Роздрібна торгівля та послуги                            |                                                          | 23,9%                                                    | 23,9%                                                    |
| Гуртова торгівля, транспорт та обладнання                | Гуртова торгівля, транспорт та обладнання                |                                                          | 21,1%                                                    | 21,1%                                                    |
| Природні ресурси, сільське господарство                  | Природні ресурси, сільське господарство                  |                                                          | 10,1%                                                    | 10,1%                                                    |
| Виробництво                                              | Виробництво                                              |                                                          | 7,3%                                                     | 7,3%                                                     |

## Клімат
Середня річна температура становить 4,4°C, середня максимальна – 19,5°C, а середня мінімальна – -12,5°C. Середня річна кількість опадів – 1 711 мм.
| Клімат поселення                              | Клімат поселення | Клімат поселення | Клімат поселення | Клімат поселення | Клімат поселення | Клімат поселення | Клімат поселення | Клімат поселення | Клімат поселення | Клімат поселення | Клімат поселення | Клімат поселення | Клімат поселення |
| Показник                                      | Січ.             | Лют.             | Бер.             | Квіт.            | Трав.            | Черв.            | Лип.             | Серп.            | Вер.             | Жовт.            | Лист.            | Груд.            |                  |
| Середній максимум, °C                         | −1,35            | −1,7             | 2,25             | 7,24             | 12,32            | 16,65            | 19,26            | 19,50            | 15,56            | 10,43            | 5,64             | 0,20             |                  |
| Середня температура, °C                       | −6,73            | −7,08            | −3,14            | 1,86             | 6,94             | 11,28            | 15,70            | 15,93            | 11,98            | 6,87             | 2,07             | −3,36            |                  |
| Середній мінімум, °C                          | −12,11           | −12,47           | −8,52            | −3,53            | 1,55             | 5,88             | 12,14            | 12,38            | 8,43             | 3,32             | −1,51            | −6,92            |                  |
| Норма опадів, мм                              | 164              | 141              | 145              | 128              | 114              | 124              | 126              | 123              | 147              | 165              | 165              | 169              |                  |
| Середньомісячна швидкість вітру, м/с          | 8.34             | 7.73             | 7.32             | 6.45             | 5.48             | 4.95             | 4.70             | 4.88             | 5.60             | 6.48             | 7.41             | 8.10             |                  |
| Середньомісячна сонячна радіація, кДж/м²·день | 3957             | 6930             | 10983            | 14300            | 17519            | 19097            | 18602            | 15967            | 12039            | 7317             | 4141             | 3036             |                  |
| --------------------------------------------- | ---------------- | ---------------- | ---------------- | ---------------- | ---------------- | ---------------- | ---------------- | ---------------- | ---------------- | ---------------- | ---------------- | ---------------- | ---------------- |
| Джерело:                                      |                  |                  |                  |                  |                  |                  |                  |                  |                  |                  |                  |                  |                  |